# Orgueil et Préjugés (mini-série, 1952)
Pour les articles homonymes, voir Orgueil et Préjugés (homonymie).
Orgueil et Préjugés (Pride and Prejudice) est une mini-série en noir et blanc en six parties totalisant 180 minutes produite par Campbell Logan sur un scénario de Cédric Wallis, et diffusée en direct du 2 février au 8 mars 1952 sur la BBC.
C’est l’adaptation du roman éponyme de Jane Austen, publié en 1813.

## Distribution
- Daphne Slater : Elizabeth Bennet
- Peter Cushing : Fitzwilliam Darcy
- Milton Rosmer : Mr Bennet
- Gillian Lind (en) : Mrs Bennet
- Helen Haye : Lady Catherine de Bourgh
- Ann Baskett (en) : Jane Bennet
- Prunella Scales : Lydia Bennet